# Новокручининское городское поселение
Городско́е поселе́ние «Новокручининское» — муниципальное образование в Читинском районе Забайкальского края Российской Федерации.
Административный центр — пгт Новокручининский.

## История
Статус и границы городского поселения установлены Законом Читинской области от 19 мая 2004 года «Об установлении границ, наименований вновь образованных муниципальных образований и наделении их статусом сельского, городского поселения в Читинской области»

## Население
| 2009    | 2010    | 2011    | 2012    | 2013    | 2014    | 2015    |
| ------- | ------- | ------- | ------- | ------- | ------- | ------- |
| 9455    | ↗10 166 | ↘10 162 | ↗10 171 | ↗10 204 | ↗10 212 | ↗10 360 |
| 2016    | 2017    | 2018    | 2019    | 2020    | 2021    |         |
| ↘10 255 | ↘10 159 | ↘10 131 | ↘10 128 | ↘10 113 | ↘8917   |         |

## Состав городского поселения
| № | Населённый пункт | Тип населённого пункта      | Население |
| - | ---------------- | --------------------------- | --------- |
| 1 | Новокручининский | пгт, административный центр | ↘8917     |